# Risalto
RisAlto è una mostra internazionale d'arte contemporanea che si svolge annualmente nel castello medievale di Camino, in provincia di Alessandria, a partire dal 2001. RisAlto è l'unica esposizione di mosaici d'artista realizzati con riso.

## Tecnica

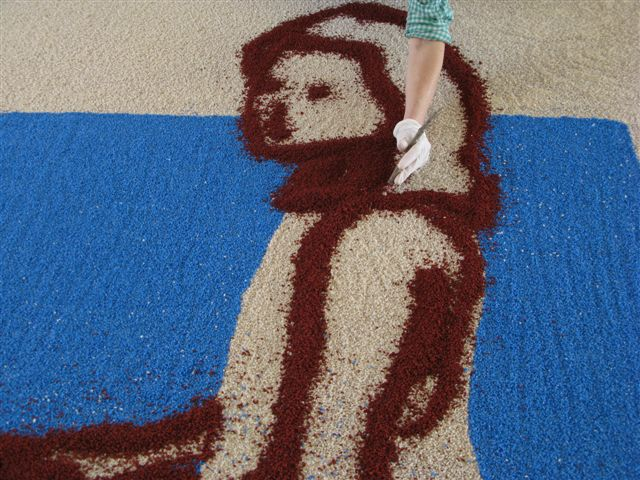
Una fase di lavorazione di un mosaico.

La realizzazione del mosaico è un processo lungo e complesso che richiede notevole precisione e pazienza. Ogni artista invitato procede all'ideazione del proprio progetto. Il disegno, ricavato dal bozzetto realizzato dagli artisti stessi, viene ingrandito e riportato sul supporto di realizzazione. Si procede con la colorazione del riso nelle varie sfumature necessarie mediante un bagno in anilina, in colori acrilici o smalti. Talvolta risulta necessario utilizzare coloranti straordinari per aderire esattamente alla progettualità dell'artista (carbone, polvere di madreperla, glitter).
Il riso asciugato e protetto da apposite vernici viene quindi incollato sul supporto, quindi si aggiungono ritocchi e sfumature con pennello e aerografo, talvolta con colori speciali.

## Storia
La mostra RisAlto nasce nel 2001 da un'idea di Mari Brignolo e Marco Porta.
Hanno partecipato gli artisti:
2001: Antonella Bersani, Corrado Bonomi, Enrico Colombotto Rosso, Omar Galliani, Marco Lodola, Aldo Mondino, Marco Porta, Antonio Riello, Mauro Staccioli, Vittorio Valente.
2002: Jessica Carroll, Gianni Cella, Enzo Cucchi, Lucio Del Pezzo, Giorgio Griffa, Ugo Nespolo, Alex Pinna, Emilio Tadini, Ben Vautier, Gilberto Zorio.
2003: Sergio Fermariello, Piero Fogliati, Robert Gligorov, Trevor Gould, Luigi Mainolfi, Florencia Martinez, Marcello Morandini, Hidetoshi Nagasawa, Franco Rasma, Luigi Stoisa.
2004: Alberto Biasi, Daniele Galliano, Horacio Garcia Rossi, Julio Le Parc, Emanuele Luzzati, Davide Nido, Concetto Pozzati, Franco Vaccari.
2005: Maurizio Galimberti, Riccardo Licata, Ulrike Lienbacher, Carlo Pasini, Luca Pignatelli, Giovanni Rizzoli, Tino Stefanoni, Icon Tada.
2006: Nicola Carrino, Marco Gastini, Ugo Giletta, Emilio Isgrò, Bruno Peinado, Lucia Pescadòr, Salvo, Francisco Sobrino.
2007. Questa edizione è stata interamente dedicata agli artisti del gruppo Fluxus: A.yo, Philip Corner, Al Hansen, Geoffrey Hendricks, Ben Patterson, Takako Saito, Ben Vautier, Emmett Williams.
2008: Valerio Berruti, Mirco Marchelli, Gino Marotta, Simone Pellegrini, Carol Rama, Pino Spagnulo, Silvio Wolf, Michele Zaza.
2009: Getulio Alviani, Eugenio Carmi, Chéri Cherin, Nunzio, Antonio Paradiso, Luca Maria Patella, Piero Pizzi Cannella, Antonio Recalcati.
2010: Gianni Caravaggio, Enrico Castellani, Hsiao Chin, Tamara Ferioli, Giuseppe Gallo, Marco Tirelli, Walter Valentini, Grazia Varisco.

### Libri
- Maurizio Sciaccaluga, RisAlto 1, Teograf, Corsico, 2001
- Mariateresa Cerretelli, RisAlto 2, Teograf, Corsico, 2002
- Mariateresa Cerretelli, RisAlto 3, Teograf, Corsico, 2003
- AA.VV., RisAlto 4, Diffusioni Grafiche, Villanova Monferrato, 2004
- AA.VV., RisAlto 5, Diffusioni Grafiche, Villanova Monferrato, 2005
- Giovanni Granzotto, Giovanna Barbero, Horacio Garcia Rossi Dipinti, Verso l'arte edizioni, 2005
- AA.VV., RisAlto 6, Diffusioni Grafiche, Villanova Monferrato, 2006
- Giovanna Barbero, Giovanni Granzotto, Ben Ormenese Francisco Sobrino, Verso l'arte edizioni, 2006.
- AA.VV., RisAlto 7, Diffusioni Grafiche, Villanova Monferrato, 2007
- AA.VV., RisAlto 8, Diffusioni Grafiche, Villanova Monferrato, 2008
- AA.VV., RisAlto 9, Diffusioni Grafiche, Villanova Monferrato, 2009
- AA.VV., RisAlto 10, Diffusioni Grafiche, Villanova Monferrato, 2010

### Pubblicazioni
- Roberto Rossi, Andar per "bric e foss", in Panorama, 16 maggio 2001.
- Sabina Spada, Riso e ironia. Undici dipinti commestibili, in Arte, ottobre 2001.
- Silvia Bombelli, Per un pugno di riso, in Panorama, 23 maggio 2002.
- Elisabetta Canoro, Che cosa c'è in Palio?, in In Viaggio, ottobre. 2002
- Nel Monferrato tra mercatini e appuntamenti d'arte, in Corriere della Sera, 4 maggio 2003
- Il riso e le rose per una kermesse di fiori e sapori, in La Repubblica, 17 maggio 2003
- Silvana Mossano, Riso con i petali di rose alla kermesse di maggio, in La Stampa, 28 aprile 2005
- Mariateresa Cerretelli, e il riso si trasforma in mosaici d'artista, in Class, luglio 2008.